# Jogos Olímpicos de Verão da Juventude de 2018
Os Jogos Olímpicos de Verão da Juventude de 2018 (em castelhano: Juegos Olímpicos de la Juventud de 2018) foram a terceira edição das Olimpíadas da Juventude, um grande evento desportivo internacional que também privilegia a educação e a cultura. Os Jogos seguem a tradição dos Jogos Olímpicos, sendo celebrados entre 6 a 18 de outubro de 2018. Esta foi a primeira vez na história que os Jogos foram disputados nas Américas, no hemisfério sul e também durante a primavera na cidade sede, já que os meses de julho, agosto e setembro apresentam temperaturas muito frias em Buenos Aires.

## Candidaturas
Seis cidades candidataram-se a acolher as Olimpíadas da Juventude de 2018, com a candidatura vencedora – de Buenos Aires – a ser apresentada em setembro de 2011. No dia 13 de fevereiro de 2013, o Comité Olímpico Internacional (COI) escolheu a cidade entre três finalistas. As outras duas concorrentes eram Glasgow (Escócia) e Medellín (Colômbia). Guadalajara (México) e Roterdão (Países Baixos) não conseguiram avançar, enquanto Poznań (Polónia) desistiu antes mesmo de se inscrever.
A eleição da cidade-sede foi realizada na própria sede da entidade em Lausana, na Suíça, com os seguintes resultados:
| Cidade       | Nome do CON/País | Ronda 1 | Ronda 2 |
| Buenos Aires | Argentina        | 40      | 49      |
| Medellín     | Colômbia         | 32      | 39      |
| Glasgow      | Reino Unido      | 13      | –       |

## Organização
Em outubro de 2013, o presidente do Comité Olímpico Internacional, Thomas Bach, designou o corredor da Namíbia, e quatro vezes medalha de prata nos Jogos Olímpicos, Frankie Fredericks como Presidente da Comissão Coordenadora para os III Jogos Olímpicos de Verão da Juventude – Buenos Aires 2018. Fredericks dirigiu um grupo de seis pessoas do COI, que incluiu atletas olímpicos como Danka Barteková, a membro do COI mais jovem, e a Embaixadora da Juventude da edição inaugural das Olimpíadas da Juventude, em Singapura 2010. Esta comissão incluiu mais dois membros do COI, o chinês Li Lingwei, três vezes campeão mundial de badminton, e Barry Maister, membro da selecção de hóquei em campo da Nova Zelândia que foi campeão olímpico em Montreal 1976; e o canadiano Adham Sharara, presidente da Federação Internacional de Ténis de Mesa, e Henry Núñez, dirigente do Comité Olímpico Nacional da Costa Rica.
O Comité Organizador dos Jogos Olímpicos da Juventude de Buenos Aires (BAYOGOC) trabalhou em conjunto com as outras entidades. Este órgão incluiu membros do Comité Olímpico Argentino (COA) e dos governos nacional e local. Leandro Larrosa foi o director-executivo. O comité organizador local envolveu os jovens locais em todos os níveis da organização, incluindo numa "Comissão dos Atletas" e uma "Comissão da Juventude", que consistiu num grupo de jovens consultores escolhidos pelo COA junto das escolas e universidades locais.
Em junho de 2015, uma pequena delegação do Comité Organizador de Jogos Olímpicos de Verão da Juventude de 2014 (NYOGOC) visitou Buenos Aires para a troca de experiências no que respeita a questões básicas e de execução do projeto – o legado, o uso dos JOJ para ter um impacto nos jovens e no desporto, e os benefícios dos Jogos para envolver as comunidades locais. Os diretores-executivos dos Jogos de Singapura 2010, Innsbruck 2012 e de Lillehammer 2016 também participaram nestas reuniões, presididas por Frank Fredericks.
Faltando três anos do evento, um inquérito público demonstrou que 82,3% dos argentinos apoiavam a realização dos Jogos Olímpicos da Juventude em Buenos Aires. Durante a segunda visita da Comissão de Coordenação do COI à cidade, a 13 e 14 de agosto de 2015, Fredericks sublinhou a implementação de 13 das recomendações da Agenda 2020 pelo Comitê Local.
O futebolista e bicampeão olímpico Lionel Messi, nascido em Rosário, foi designado como um dos embaixadores dos Jogos de 2018 em março de 2014, Messi apresentou uma mensagem de boas vindas da cidade durante a apresentação de Buenos Aires no encerramento dos Jogos Olímpicos da Juventude de 2014. Em dezembro de 2015, a campeã mundial no hóquei em campo e quatro vezes medalhista olímpica Luciana Aymar foi também designada embaixadora de Buenos Aires 2018.
Em 6 maio de 2016 foi lançada a pedra fundamental da Vila Olímpica da Juventude, pelo recém-empossado presidente da Argentina, Mauricio Macri Os prédios ficaram eventualmente prontos em maio de 2018, com os trabalhos de adaptação do local começando em fevereiro de 2018. Em julho de 2016, foi assinado um protocolo de colaboração entre o UNICEF e o Comité Organizador Local, no qual o mesmo se comprometia em apresentar e executar ações de inclusão de crianças e adolescentes durante os Jogos.
Antes dos JOJ, Buenos Aires foi a sede do Campeonato Mundial de Tiro com Arco de 2017, no Parque Polideportivo Roca. Foi a primeira vez que um campeonato mundial da modalidade foi disputado na América do Sul.
Naquilo que está relacionado aos custos totais dos jogos, o jornal La Nación adiantou em setembro de 2017 que os gastos operativos superariam os 160 milhões de dólares, sendo que 50% desse valor foi destinado para a montagem do Parque Olímpico da Juventude, a construção da Vila Olímpica, juntamente com a reforma dos outros locais de competição. Com o Comitê Olímpico Internacional investindo 15 milhões de dólares no evento, cabe a Ciudad Autónoma de Buenos Aires e ao governo argentino custearem os gastos de mais de 430 milhões de dólares.

### Logótipo
O logótipo oficial dos Jogos Olímpicos da Juventude Buenos Aires 2018 foi apresentado em julho de 2015. Reflecte a diversidade da metrópole argentina e inspira-se nas suas cores vibrantes, cultura eclética, arquitectura icónica e nos vários bairros da capital argentina. Cada letra representa um marco famoso, como a Floralis Generica, Torre Espacial, Teatro Colón, Biblioteca Nacional e o Obelisco. O Comité Organizador dos Jogos (BAYOGOC) produziu um curto vídeo no qual mostra para o que remete cada letra do logótipo.

### Slogan
No dia 8 de abril de 2018, foi revelado o slogan destes Jogos, "Feel the Future" ("Sente/Sinta o Futuro").

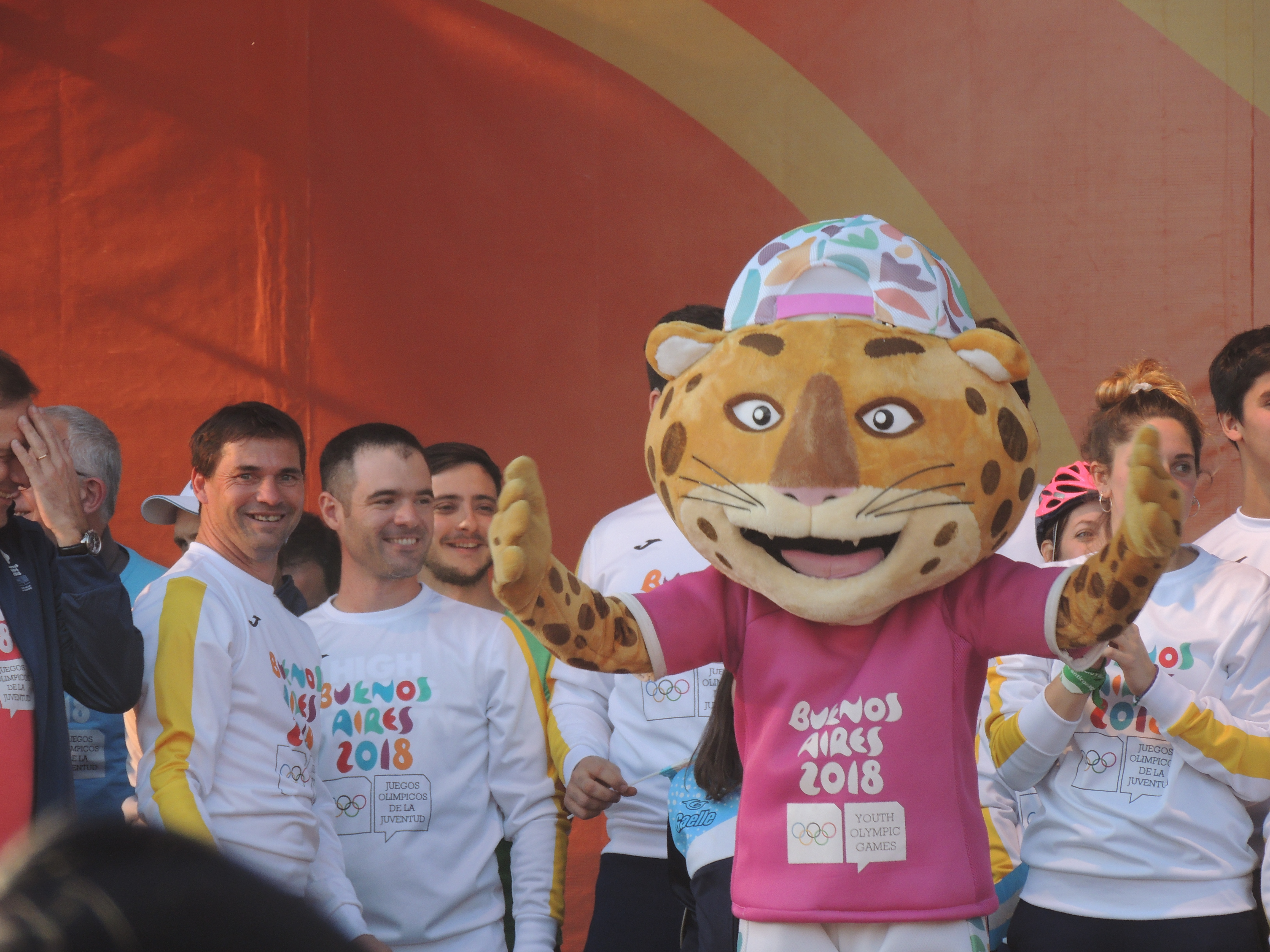
Pandi, a Mascote dos JOJ 2018.

### Mascote
A mascote de Buenos Aires 2018 chama-se #Pandi e foi revelada a 29 de maio de 2018. Trata-se de uma onça-pintada, um animal latino-americano muito comum nas Américas. Seu nome é a fusão do nome cientifico da espécie, "Panthera onca", com a hashtag que simboliza a era digital. Segundo as palavras do presidente do Comité Organizador de Buenos Aires 2018, Gerardo Werthein, esta mascote pretende "inspirar os jovens no poder transformativo do Olimpismo e do desporto". A mascote é um trabalho da agência Human Full Agency, sob a direção da designer local Peta Rivero y Hornos. Já as suas animações foram produzidas pela produtora Buda TV.

### ProgramaAprenda e Compartilhe
Como parte do conceito das Olimpíadas da Juventude, cada edição tem uma vertente cultural e educacional, o programa Learn and Share (Aprenda e Compartilhe; antes chamado de Programa Educacional e Cultural). Antes mesmo dos Jogos da Juventude de 2018, os organizadores de Buenos Aires anunciaram esta vertente não só para os participantes, mas também para milhares de escolas espalhadas pelo país e suas famílias. Só em 2015, o Comitê Organizador registrou mais de 850 mil alunos participantes e perto de 100 mil jovens envolvidos em atividades desportivas, culturais e educacionais.

## Programa desportivo
Esta edição foi a primeira edição da história dos Jogos Olímpicos em que o número de eventos disputados foi o mesmo para homens e mulheres, fato que nunca aconteceu nos Jogos Olímpicos convencionais. A ideia era de que homens e mulheres tivessem as mesmas oportunidades. Se juntaram ao programa olímpico pela primeira vez o BMX freestyle, kitesurf, atletismo cross country, handebol de praia, escalada desportiva, karaté e  breakdancing. A pedido do Comitê Organizador, a Federação Internacional de Futebol decidiu que o futebol fosse substituído pelo futsal, fazendo a sua primeira participação em um evento olímpico e também a primeira aparição de um torneio de futsal feminino sob tutela da entidade. Em 17 de março de 2017, a patinagem de velocidade sobre rodas foi adicionada ao programa.
Este foi o programa dos desportos para Buenos Aires 2018:
- Atletismo  (36)
- Badminton  (3)
- Basquetebol  (4) [nota 1]
- Boxe  (13)
- Canoagem  (8)
- Ciclismo  (4) [nota 2]
- Caratê  (6)
- Dança desportiva  (3)
- Desportos aquáticos
  -  Natação  (36)
  -  Saltos ornamentais  (5)
- Escalada desportiva  (2)
- Esgrima  (7)
- Futsal  (2)
- Ginástica  (17)
  - Ginástica acrobática
  - Ginástica artística
  - Ginástica rítmica
  - Ginástica de trampolim
- Golfe  (3)
- Handebol de praia  (2)
- Halterofilismo  (12)
- Hipismo  (2)
- Hóquei sobre a grama  (2)
- Judo  (9)
- Lutas  (15)
- Pentatlo moderno  (3)
- Patinação sobre rodas  (2)
- Remo  (4)
- Rugby sevens  (2)
- Taekwondo  (10)
- Tênis  (5)
- Tênis de mesa  (3)
- Tiro  (6)
- Tiro com arco  (3)
- Triatlo  (3)
- Vela  (5)
- Voleibol de praia  (2)

### Esportes de demonstração
Três esportes foram disputados como demonstração, não sendo considerados como oficiais dos Jogos:
- Karting (1)
- Polo  (2)
- Squash (2)

## Calendário
Quando faltavam exatamente 150 dias para o começo dos Jogos Olímpicos da Juventude de 2018, foi revelado no site oficial o calendário completo do evento. Ao todo foram disputados 241 eventos.
| ● | Cerimónia de abertura | ● | Competições | ● | Finais | ● | Cerimónias |

| Outubro                              | 6 Sáb | 7 Dom | 8 Seg | 9 Ter | 10 Qua | 11 Qui | 12 Sex | 13 Sáb | 14 Dom | 15 Seg | 16 Ter | 17 Qua | 18 Qui | Eventos |
| ------------------------------------ | ----- | ----- | ----- | ----- | ------ | ------ | ------ | ------ | ------ | ------ | ------ | ------ | ------ | ------- |
| Cerimónias                           | ●     |       |       |       |        |        |        |        |        |        |        |        | ●      |         |
| Andebol de praia                     |       |       | ●     | ●     | ●      | ●      | ●      | 2      |        |        |        |        |        | 2       |
| Atletismo                            |       |       |       |       |        | ●      | ●      | ●      | 8      | 17     | 13     |        |        | 38      |
| Badminton                            |       | ●     | ●     | ●     | ●      | ●      | 3      |        |        |        |        |        |        | 3       |
| Basquetebol                          |       | ●     | ●     | ●     | ●      | ●      | ●      | ●      | ●      | 2      | ●      | 2      |        | 4       |
| Boxe                                 |       |       |       |       |        |        |        |        | ●      | ●      | ●      | 8      | 5      | 13      |
| Canoagem                             |       |       |       |       |        |        | 2      | 2      |        | 2      | 2      |        |        | 8       |
| Ciclismo                             |       | 1     |       |       | ●      | 1      |        | ●      | ●      | ●      | ●      | 2      |        | 4       |
| Dança desportiva                     |       | ●     | 2     |       | ●      | 1      |        |        |        |        |        |        |        | 3       |
| Escalada desportiva                  |       | ●     | ●     | 1     | 1      |        |        |        |        |        |        |        |        | 2       |
| Esgrima                              |       | 2     | 2     | 2     | 1      |        |        |        |        |        |        |        |        | 7       |
| Futsal                               |       | ●     | ●     | ●     | ●      | ●      | ●      | ●      |        | ●      |        | 1      | 1      | 2       |
| Ginástica                            |       | ●     | ●     | ●     | 1      | 1      | 1      | 4      | 4      | 5      | 1      |        |        | 17      |
| Golfe                                |       |       |       | ●     | ●      | 2      |        | ●      | ●      | 1      |        |        |        | 3       |
| Halterofilismo                       |       | 2     | 2     | 2     |        | 2      | 2      | 2      |        |        |        |        |        | 12      |
| Hipismo                              |       |       | ●     | 1     |        |        | ●      | 1      |        |        |        |        |        | 2       |
| Hóquei em campo                      |       | ●     | ●     | ●     | ●      | ●      | ●      | ●      | 2      |        |        |        |        | 2       |
| Judo                                 |       | 3     | 3     | 2     | 1      |        |        |        |        |        |        |        |        | 9       |
| Lutas                                |       |       |       |       |        |        | 5      | 5      | 5      |        |        |        |        | 15      |
| Karaté                               |       |       |       |       |        |        |        |        |        |        |        | 3      | 3      | 6       |
| Natação                              |       | 3     | 8     | 5     | 7      | 4      | 9      |        |        |        |        |        |        | 36      |
| Patinagem sobre rodas                |       | ●     | 2     |       |        |        |        |        |        |        |        |        |        | 2       |
| Pentatlo moderno                     |       |       |       |       |        |        | ●      | 1      | 1      | ●      | 1      |        |        | 3       |
| Remo                                 |       | ●     | ●     | 2     | 2      |        |        |        |        |        |        |        |        | 4       |
| Rugby sevens                         |       |       |       |       |        |        |        | ●      | ●      | 2      |        |        |        | 2       |
| Saltos ornamentais                   |       |       |       |       |        |        |        | 1      | 1      | 1      | 1      | 1      |        | 5       |
| Taekwondo                            |       | 2     | 2     | 2     | 2      | 2      |        |        |        |        |        |        |        | 10      |
| Ténis                                |       | ●     | ●     | ●     | ●      | ●      | ●      | 2      | 3      |        |        |        |        | 5       |
| Ténis de mesa                        |       | ●     | ●     | ●     | 2      |        | ●      | ●      | ●      | 1      |        |        |        | 3       |
| Tiro                                 |       | 1     | 1     | 1     | 1      | 1      | 1      |        |        |        |        |        |        | 6       |
| Tiro com arco                        |       |       |       |       |        |        | ●      | ●      | 1      | ●      | 1      | 1      |        | 3       |
| Triatlo                              |       | 1     | 1     |       |        | 1      |        |        |        |        |        |        |        | 3       |
| Vela                                 |       | ●     | ●     | ●     | ●      | ●      | 2      | 3      |        |        |        |        |        | 5       |
| Voleibol de praia                    |       | ●     | ●     | ●     | ●      | ●      | ●      | ●      | ●      | ●      | ●      | 2      |        | 2       |
| Total de medalhas de Ouro            |       | 15    | 23    | 18    | 18     | 15     | 25     | 23     | 25     | 31     | 19     | 20     | 9      | 241     |
| Total de medalhas de Ouro cumulativo |       | 15    | 38    | 56    | 74     | 89     | 114    | 137    | 162    | 193    | 212    | 232    | 241    | 241     |
| Outubro                              | 6 Sáb | 7 Dom | 8 Seg | 9 Ter | 10 Qua | 11 Qui | 12 Sex | 13 Sáb | 14 Dom | 15 Seg | 16 Ter | 17 Qua | 18 Qui | Eventos |

## Países participantes
Um total de 206 Comitês Olímpicos Nacionais enviaram ao menos um atleta para competir em Buenos Aires. Kosovo e Sudão do Sul fizeram suas estreias em uma edição de Jogos Olímpicos da Juventude.
| Lista de países participantes |
| --- |
| - AFG Afeganistão (3) - RSA África do Sul (70) - ALB Albânia (5) - GER Alemanha (75) - AND Andorra (8) - ANG Angola (2) - ANT Antígua e Barbuda (5) - KSA Arábia Saudita (9) - ALG Argélia (30) - ARG Argentina (141) (sede) - ARM Armênia (8) - ARU Aruba (7) - AUS Austrália (88) - AUT Áustria (41) - AZE Azerbaijão (17) - BAH Bahamas (7) - BRN Bahrein (4) - BAN Bangladesh (13) - BAR Barbados (4) - BEL Bélgica (32) - BIZ Belize (3) - BEN Benim (3) - BER Bermudas (3) - BLR Bielorrússia (37) - BOL Bolívia (18) - BIH Bósnia e Herzegovina (6) - BOT Botsuana (3) - BRA Brasil (79) - BRU Brunei (3) - BUL Bulgária (24) - BUR Burquina Fasso (4) - BDI Burundi (5) - BHU Butão (3) - CPV Cabo Verde (3) - CMR Camarões (16) - CAM Camboja (3) - CAN Canadá (72) - QAT Catar (5) - KAZ Cazaquistão (58) - CHA Chade (2) - CHI Chile (44) - CHN China (82) - CYP Chipre (6) - COL Colômbia (54) - COM Comores (3) - CGO Congo (2) - PRK Coreia do Norte (5) - KOR Coreia do Sul (29) - CIV Costa do Marfim (3) - CRC Costa Rica (17) - CRO Croácia (36) - CUB Cuba (19) - DEN Dinamarca (12) - DJI Djibuti (5) - DMA Dominica (4) - EGY Egito (68) - ESA El Salvador (4) - UAE Emirados Árabes Unidos (8) - ECU Equador (29) - SVK Eslováquia (33) - SLO Eslovênia (26) - ESP Espanha (86) - FSM Estados Federados da Micronésia (3) - USA Estados Unidos (87) - EST Estônia (23) - ERI Eritreia (9) - ETH Etiópia (11) - FIJ Fiji (3) - PHI Filipinas (7) - FIN Finlândia (25) - FRA França (99) - GAB Gabão (4) - GAM Gâmbia (5) - GHA Gana (5) - GEO Geórgia (15) - GBR Grã-Bretanha (43) - GRN Granada (4) - GRE Grécia (33) - GUM Guam (4) - GUA Guatemala (9) - GUY Guiana (4) - GUI Guiné (3) - GBS Guiné-Bissau (2) - GEQ Guiné Equatorial (3) - HAI Haiti (3) - HON Honduras (4) - HKG Hong Kong (25) - HUN Hungria (79) - YEM Iêmen (3) - CAY Ilhas Cayman (3) - COK Ilhas Cook (1) - MHL Ilhas Marshall (5) - SOL Ilhas Salomão (12) - ISV Ilhas Virgens Americanas (4) - IVB Ilhas Virgens Britânicas (3) - IND Índia (47) - INA Indonésia (16) - IRI Irã (49) - IRQ Iraque (15) - IRL Irlanda (17) - ISL Islândia (9) - ISR Israel (19) - ITA Itália (83) - JAM Jamaica (13) - JPN Japão (91) - JOR Jordânia (12) - KIR Kiribati (2) - KOS Kosovo (5) - KUW Kuwait (2) - LAO Laos (4) - LES Lesoto (2) - LAT Letônia (19) - LBN Líbano (3) - LBR Libéria (2) - LBA Líbia (2) - LIE Liechtenstein (3) - LTU Lituânia (15) - LUX Luxemburgo (10) - MAD Madagascar (4) - MAS Malásia (20) - MAW Malawi (4) - MDV Maldivas (3) - MLI Mali (3) - MLT Malta (4) - MAR Marrocos (20) - MRI Maurício (25) - MTN Mauritânia (2) - MEX México (93) - MYA Mianmar (2) - MOZ Moçambique (6) - MDA Moldávia (17) - MON Mônaco (5) - MGL Mongólia (11) - MNE Montenegro (2) - NAM Namíbia (11) - NRU Nauru (5) - NEP Nepal (3) - NCA Nicarágua (4) - NIG Níger (3) - NGR Nigéria (17) - NOR Noruega (16) - NZL Nova Zelândia (61) - OMA Omã (5) - NED Países Baixos (41) - PLW Palau (2) - PLE Palestina (4) - PAN Panamá (16) - PNG Papua-Nova Guiné (4) - PAK Paquistão (3) - PAR Paraguai (26) - PER Peru (16) - POL Polônia (71) - PUR Porto Rico (22) - POR Portugal (41) - KEN Quênia (19) - KGZ Quirguistão (13) - CAF República Centro-Africana (2) - CZE Chéquia (53) - MKD Macedônia do Norte (6) - COD República Democrática do Congo (5) - DOM República Dominicana (20) - ROU Romênia (34) - RWA Ruanda (3) - RUS Rússia (94) - SAM Samoa (17) - ASA Samoa Americana (13) - SMR San Marino (4) - LCA Santa Lúcia (3) - SKN São Cristóvão e Neves (2) - STP São Tomé e Príncipe (4) - VIN São Vicente e Granadinas (6) - SEN Senegal (4) - SLE Serra Leoa (4) - SRB Sérvia (16) - SEY Seicheles (3) - SGP Singapura (18) - SYR Síria (3) - SOM Somália (2) - SRI Sri Lanka (13) - SWZ Essuatíni (3) - SUD Sudão (2) - SSD Sudão do Sul (3) - SWE Suécia (18) - SUI Suíça (41) - SUR Suriname (3) - THA Tailândia (57) - TPE Taipé Chinês (59) - TJK Tajiquistão (3) - TAN Tanzânia (4) - TLS Timor-Leste (2) - TOG Togo (4) - TGA Tonga (12) - TTO Trinidad e Tobago (14) - TKM Turcomenistão (10) - TUN Tunísia (38) - TUR Turquia (55) - TUV Tuvalu (1) - UKR Ucrânia (55) - UGA Uganda (5) - URU Uruguai (26) - UZB Uzbequistão (37) - VAN Vanuatu (21) - VEN Venezuela (53) - VIE Vietnã (13) - ZAM Zâmbia (14) - ZIM Zimbabwe (15) |

## Cerimônia de abertura

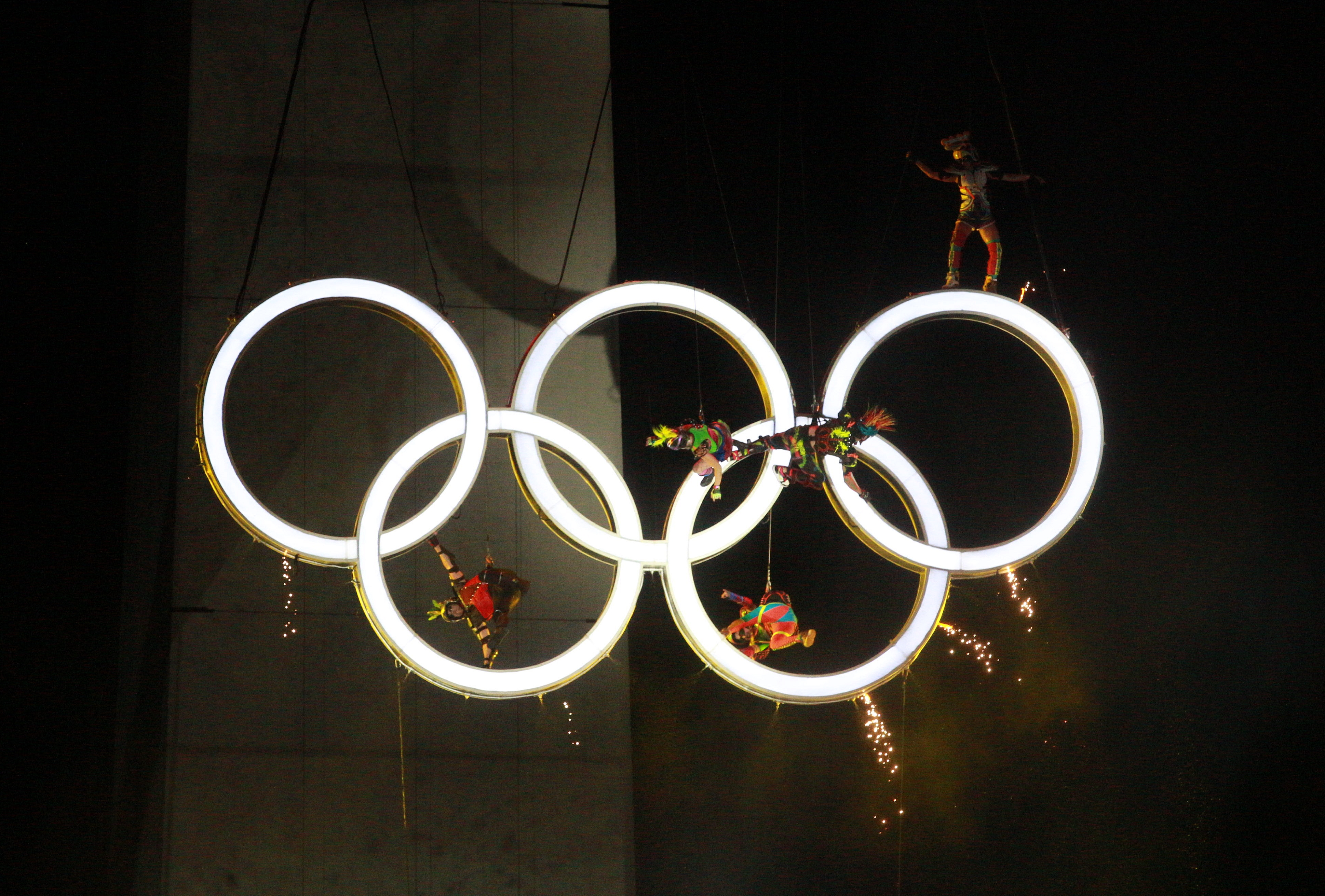
Apresentação dos anéis olímpicos durante a cerimônia de abertura.

A grande inovação desta edição dos Jogos Olímpicos da Juventude foi a realização da cerimônia de abertura dos Jogos Olímpicos fora de um estádio. O local escolhido foi o maior símbolo da cidade, o Obelisco de Buenos Aires, onde foram apresentadas projeções no monumento com apresentações do grupo Fuerza Bruta.
As delegações entraram juntas na Avenida Nove de Julho, com os porta-bandeiras entrando em um palco separado. Devido a natureza particular da cerimônia, que foi aberta ao público, alguns problemas de organização foram notados como a invasão de pessoas na área reservada as autoridades locais, do comitê organizador, chefes de delegações e outras personalidades. Com protocolo semelhante ao dos Jogos Olímpicos convencionais, os Jogos Olímpicos da Juventude foram abertos pelo presidente argentino, Mauricio Macri, e a pira olímpica foi acesa pelos campeões olímpicos Santiago Lange, da vela, e Paula Pareto, do judô.

## Infraestruturas
Buenos Aires é a capital da Argentina e a maior cidade do país, sendo uma das que têm maior qualidade de vida na América Latina. De acordo com os censos mais recentes (2010), tem 2 890 151 habitantes, o que representa 38,8% da população da Argentina, Curiosamente, segundo o jornal El País é a cidade que proporcionalmente é a que tem o maior número de estádios de futebol no mundo.

### Locais de competição
Referências gerais da secção: 

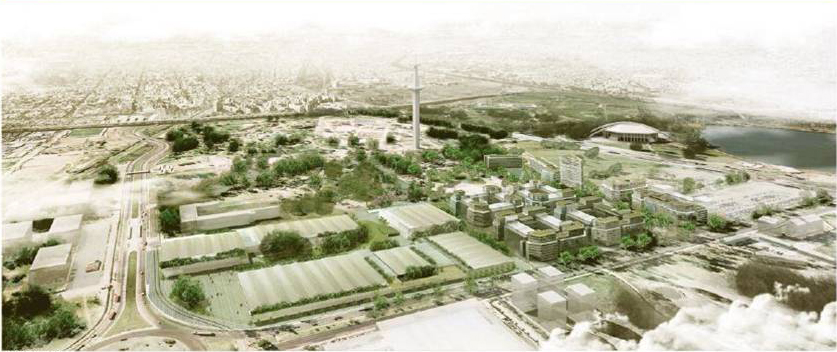
O esboço do Parque Olímpico de Buenos Aires 2018, com a Torre Espacial no centro, o Predio Ferial Olímpico à esquerda e a Aldeia Olímpica da Juventude junto a ele. O Estádio Mary Terán de Weiss está distante, à direita.

O planejamento original foi baseado no projeto em que a cidade apresentou quando foi candidata para os candidatura aos Jogos Olímpicos de 2004, que incluía um Cluster Olímpico de 15 km em vez de um parque olímpico. Para a candidatura aos JOJ 2018 o Cluster Olímpico foi adaptado para um Parque Verde, uma das duas principais zonas desportivas e locais para os Jogos Buenos Aires 2018. O outro é o Parque Roca, no sul da cidade. O Parque Verde e o Cluster Olímpico partilhariam algumas infraestruturas em comum: o Estádio Monumental de Núñez, o Centro de Tiro Federal, Gimnasia y Esgrima de Buenos Aires, os Bosques de Palermo, La Bombonera, La Rural e o CeNARD. Contudo, o projeto precisou ser refeito duas vezes, a primeira vez em 2014, em que foi revelado um novo conceito de quatro clusters em locais como La Rural, e a segunda vez, em 2016, quando La Rural se tornou um local isolado e o Parque Sarmiento teve que ser substituído pela zona de Tecnopólis.
O "masterplan" final foi apresentado em agosto de 2016, durante os encontros que precediam os Jogos Olímpicos de Verão de 2016, no Rio de Janeiro. Segundo este, o principal cluster seria o do Parque Olímpico da Juventude que fica em Villa Soldati, onde 13 dos 31 esportes do programa foram disputados. Os outros clusters definidos em fevereiro de 2018 foram o Parque Urbano, o Parque Verde e o Parque Tecnópolis, bem como outros quatro locais isolados: Paseo de la Costa, sede La Boya, do Club Atlético de San Isidro, o Club Náutico San Isidro e o Hurlingham Club.

#### Vila Olímpica da Juventude
A Vila Olímpica da Juventude foi finalizada em maio de 2018, com a entrega das chaves a cinco grandes atletas argentinos. A Vila ficou pronta cinco meses antes da chegada das primeiras delegações a Buenos Aires e a sua construção durou exatamente dois anos (o inicio das obras foi em maio de 2016). O espaço hospedou os 3 998 atletas participantes e cerca de 7 000 integrantes das delegações e responsáveis técnicos, tendo capacidade para 6 286 residentes fixos, num total de 7 016 camas, além de dispor de um refeitório para 2 300 pessoas.

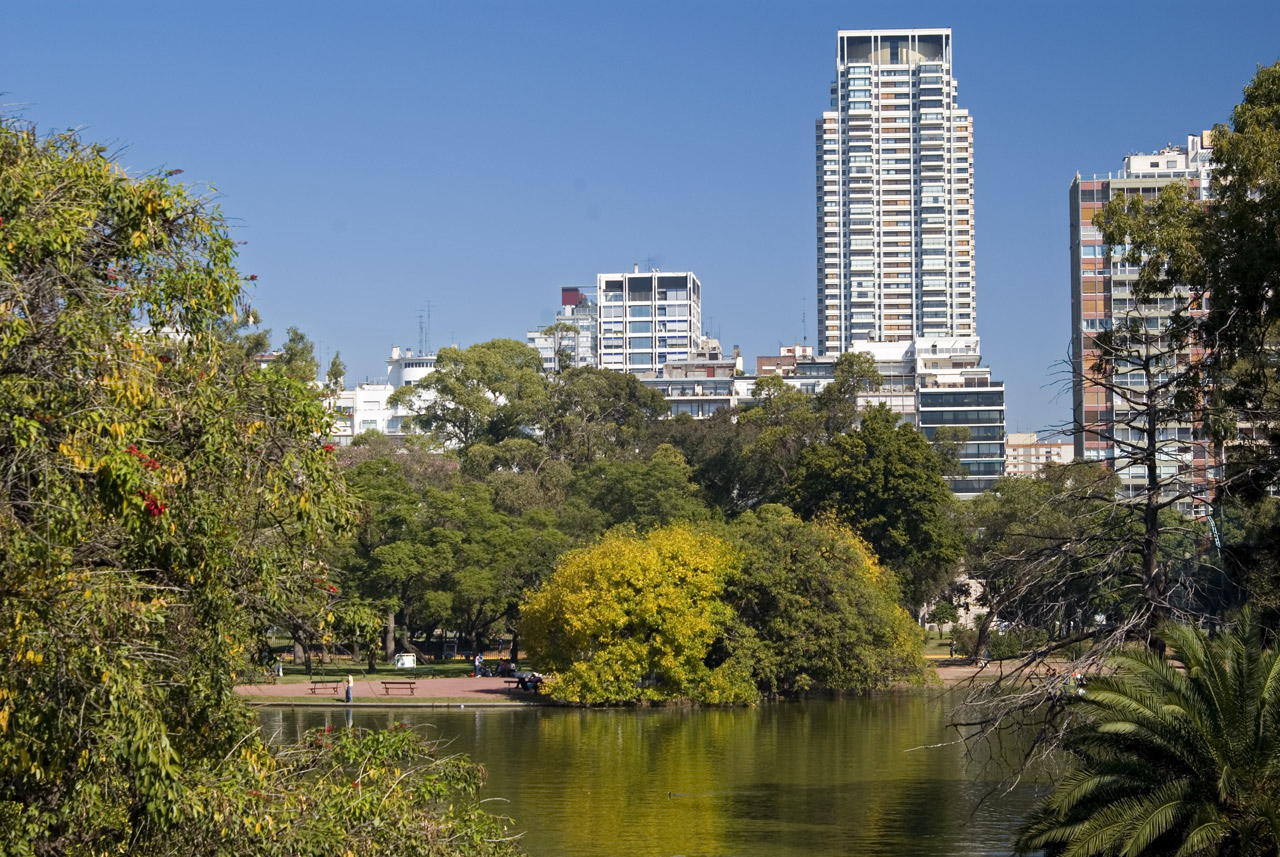
Bosques de Palermo, local das competições de triatlo, voleibol de praia e ciclismo.

#### Hotel Olímpico
Os membros do Comitê Olímpico Internacional ficaram hospedados no Hotel Sheraton de Buenos Aires, que fica no bairro do Retiro e em frente da estação de metrô de mesmo nome. Esta estação é um dos principais centros de transporte da cidade.

#### Parque Verde
Junto do centro da cidade Buenos Aires, estendendo-se por três quilômetros ao longo da orla do Rio da Prata, esta área da cidade destaca-se pelas grandes áreas verdes e inúmeros parques urbanos. Inclui os bairros de Núñez e Palermo. O Parque Tres de Febrero, local muito popular entre os turistas e os portenhos, foi a sede dos esportes de praia e do ciclismo de estrada. As outras infraestruturas próximas estavam no bairro de Belgrano, sendo acessadas pela linha de metrô Belgrano Norte (estação ferroviária da Cidade Universitária), pela Linha Mitre (estação de Núñez) ou também pelo Metro de Buenos Aires (linha D, estação Congresso de Tucumán). Já aos locais de Palermo chega-se através da Estação Tres de Febrero da Linha Mitre.

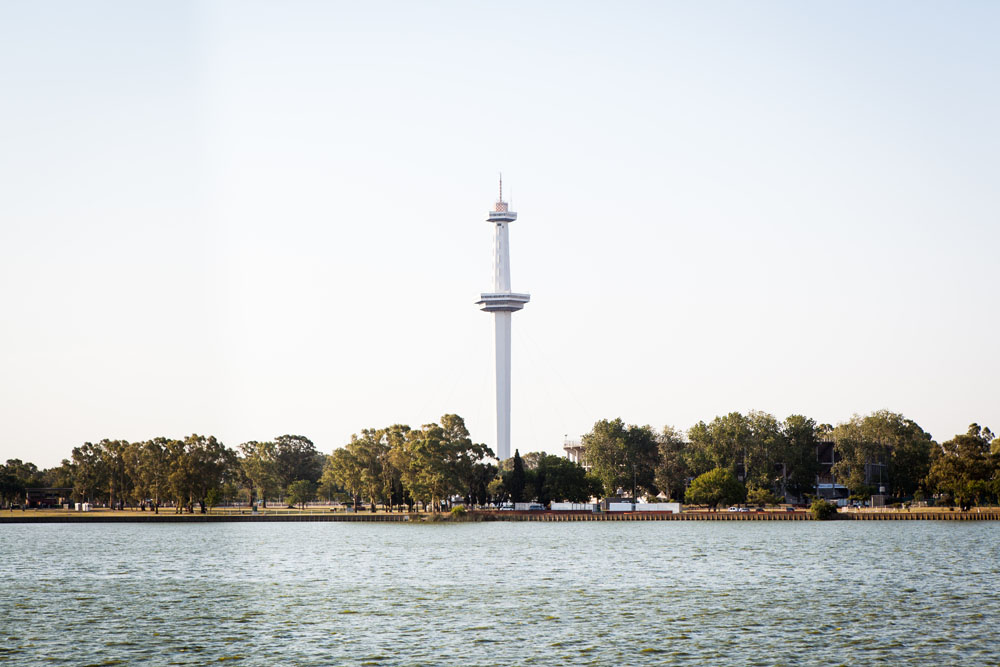
O Parque Roca está perto do Parque da Cidade, local em que se localiza a Vila Olímpica da Juventude, sendo também o local da Torre Espacial.

| Local                         | Bairro  | Esportes                                           | Tipo                                |
| ----------------------------- | ------- | -------------------------------------------------- | ----------------------------------- |
| Parque Tres de Febrero        | Palermo | Ciclismo (Estrada e BTT) Triatlo Voleibol de praia | Existente, sem necessidade de obras |
| Clube Hípico Argentino        | Núñez   | Hipismo                                            | Existente, sem necessidade de obras |
| Buenos Aires Lawn Tennis Club | Palermo | Ténis                                              | Existente, sem necessidade de obras |
| CeNARD                        | Palermo | Futsal                                             | Existente, sem necessidade de obras |
| La Rural                      | Palermo | Centro de transmissão                              | Existente, sem necessidade de obras |

#### Parque Olímpico
Localizado na parte sul de Buenos Aires, o Parque Polideportivo Roca é uma vasta área de 200 hectares na Villa Soldati. É considerado uma das áreas mais "verdes" da metrópole, ficando próxima do Parque Municipal da Cidade de Buenos Aires e do Autódromo Oscar Alfredo Gálvez. O Parque, que foi inaugurado na década de 1980 como parte do projeto de reurbanização da cidade, possui várias infraestruturas de lazer e desportivas como o Estádio de Atletismo do Parque Roca e o Estádio Mary Terán de Weiss, recebendo diversos desportos nestes Jogos. Esta zona foi o epicentro dos Jogos, já que nela estavam a Vila Olímpica, o Centro de Mídia e também a sede de treze esportes disputados. Seis pavilhões foram construídos: Pavilhão Ásia (judô e lutas), Pavilhão África (esgrima e pentatlo moderno), Pavilhão Europa (caratê e halterofilismo), Pavilhão Oceania (boxe e taekwondo), Pavilhão Américas (ginástica) e o Centro Aquático. O complexo ainda inclui um campo de hóquei sobre a grama e a pista de atletismo.
O acesso pode ser feito pela Perimetral de Buenos Aires (estação Cecilia Grierson) ou pela linha sul do VLT.

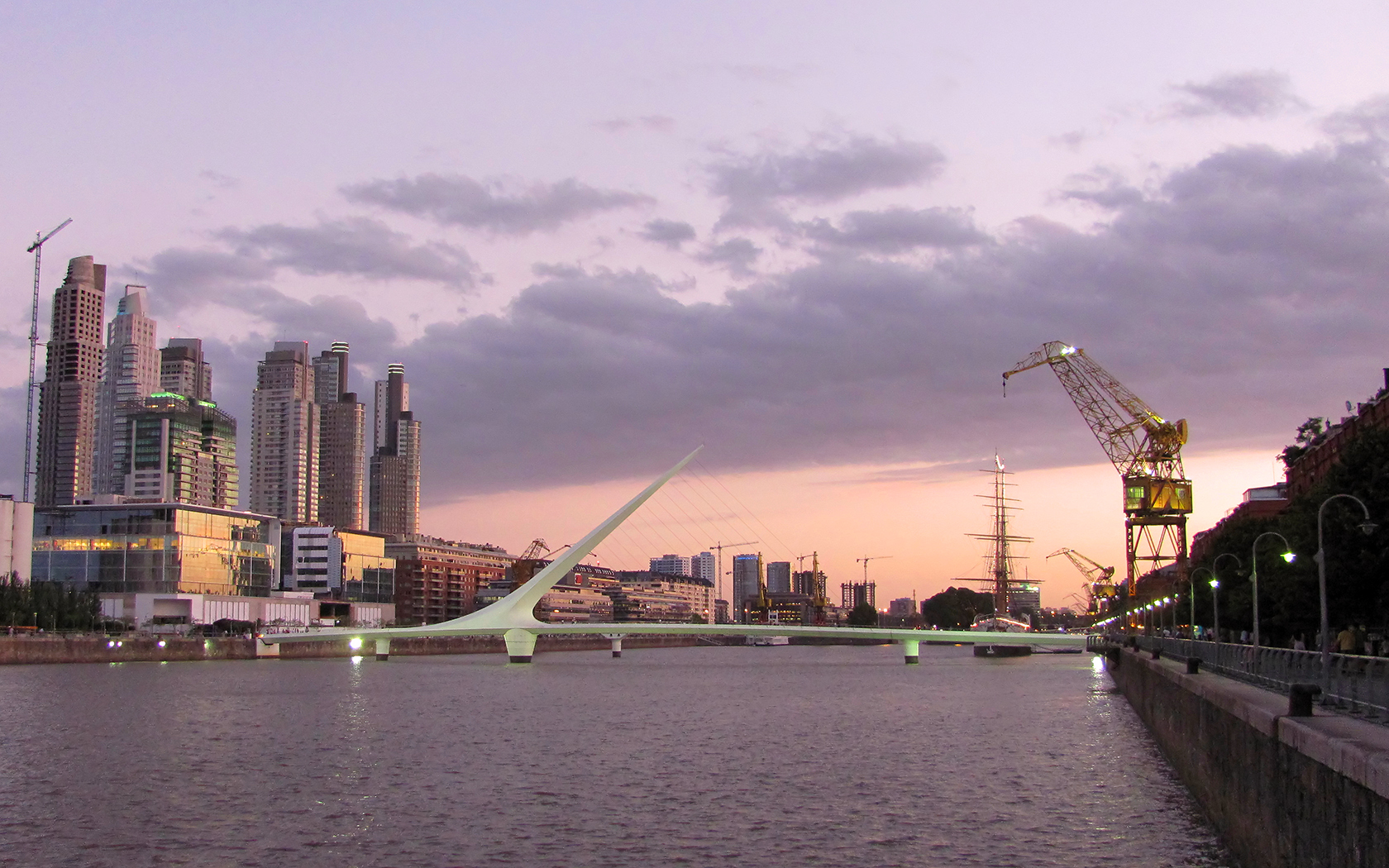
Puerto Madero, sede dos três desportos aquáticos.

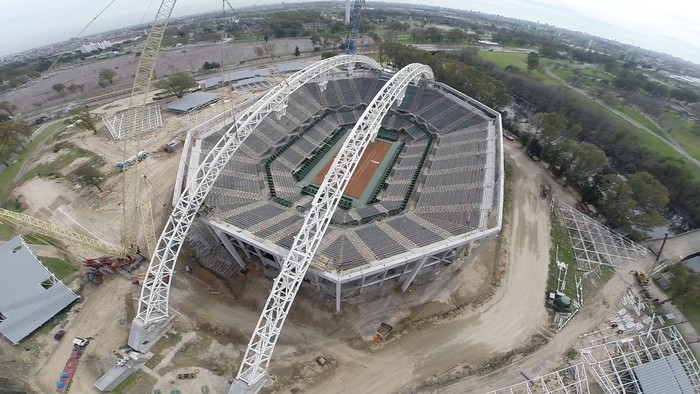
O Estádio de Ténis do Parque Roca é totalmente coberto para os JOJ.

| Local                             | Bairro        | Desportos | Tipo                                  |
| --------------------------------- | ------------- | --- | ------------------------------------- |
| Estádio do Parque Roca            | Villa Soldati | Centro de imprensa, treino e logística | Existente, sem necessidade de obras   |
| Pista de Atletismo do Parque Roca | Villa Soldati | Atletismo | Existente, com necessidade de obras   |
| Parque Polideportivo Roca         | Villa Soldati | Boxe Esgrima Futsal Ginástica (acrobática, artística, rítmica e trampolim) Halterofilismo Hóquei em campo Judo Lutas Karaté Natação Pentatlo moderno (tiro, corrida, esgrima e natação) Saltos ornamentais Taekwondo Tiro Tiro com arco | Local novo que teve de ser construído |
| Aldeia Olímpica da Juventude      | Villa Soldati | Cerimónia de encerramento | Local novo que teve de ser construído |

#### Parque Urbano
Localizada na parte oriental da cidade, esta área estende-se por uma parte significativa das margens do Rio da Prata e inclui as docas de Puerto Madero, que serviram como sede dos eventos de canoagem e remo. Ao contrário das edições anteriores em que as provas desses esportes foram realizadas em um curso de 2 km, a cidade optou por realizar-las em um percurso de apenas 500 metros. Os acessos pelo Metro de Buenos Aires se davam pelas linhas A, B, D e E.

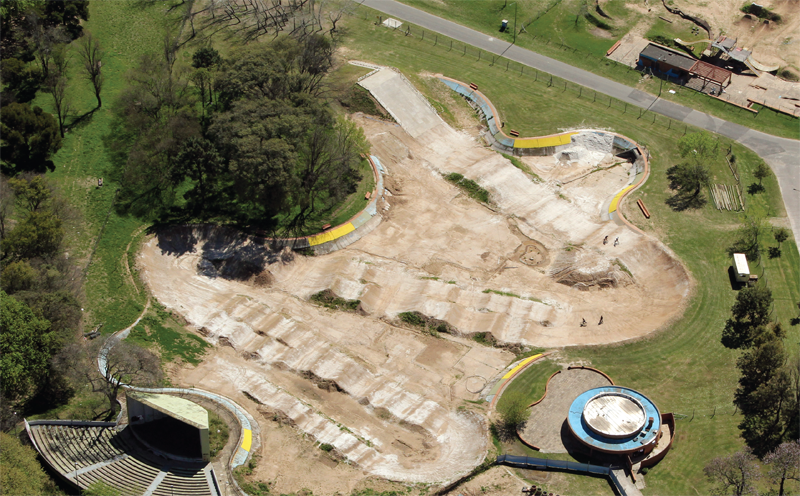
O local dos eventos de BMX, no Parque Sarmiento.

| Infraestrutura            | Localização   | Desportos                                                                    | Tipo                                |
| ------------------------- | ------------- | ---------------------------------------------------------------------------- | ----------------------------------- |
| Doca 3                    | Puerto Madero | Canoagem Remo                                                                | Existente, sem necessidade de obras |
| Parque Mujeres Argentinas | Puerto Madero | Basquetebol 3x3 Ciclismo (BMX Freestyle) Dança esportiva Escalada desportiva | Existente, sem necessidade de obras |

#### Tecnópolis

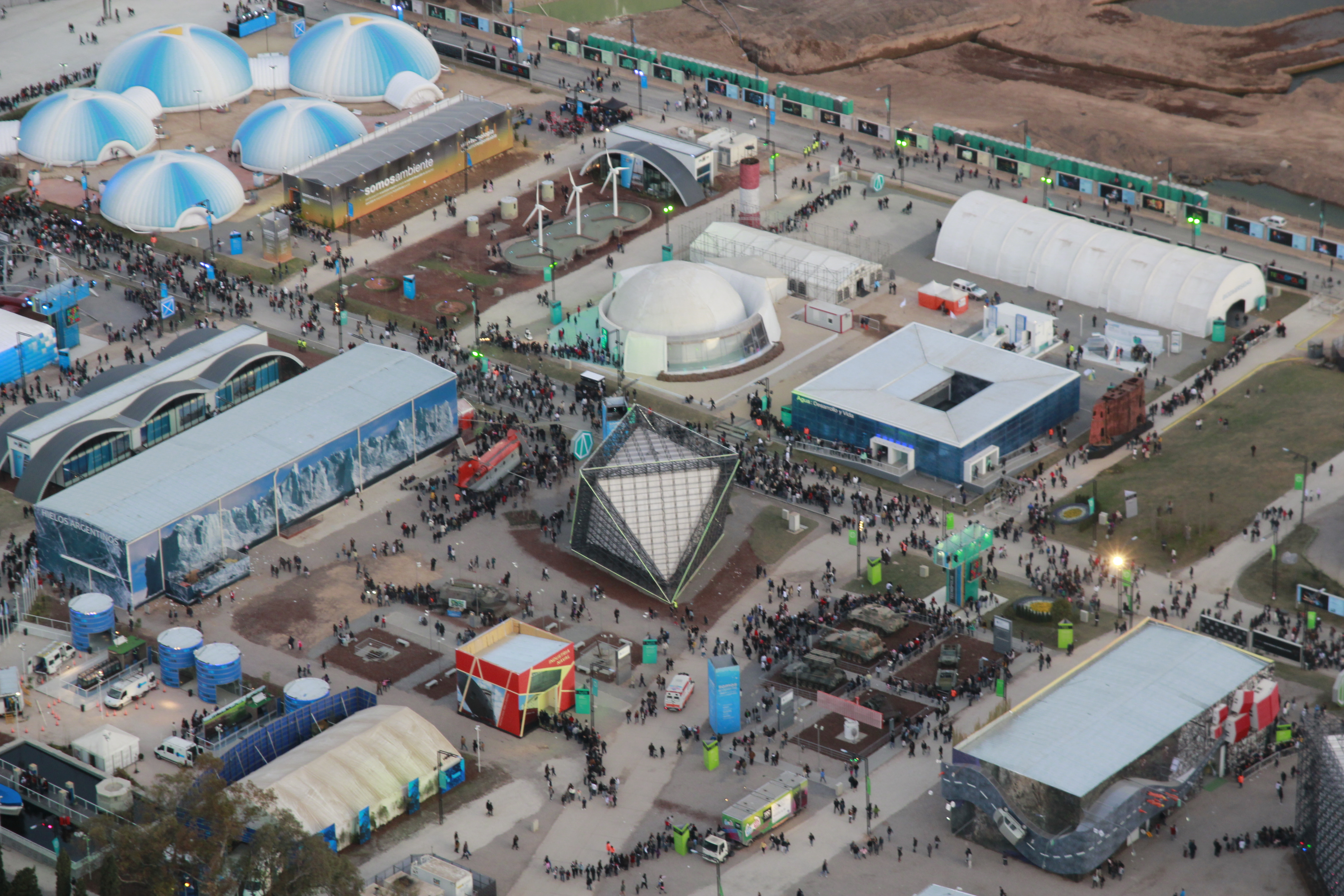
Tecnópolis, sede de quatro desportos.

Localizado na parte oeste da cidade e próximo da Avenida General Paz, que delimita a cidade de Buenos Aires, é uma das principais artérias da Grande Buenos Aires. A área da Feira Tecnópolis tem 50 hectares e foi criado em 2011 como parte de um projeto ambicioso da prefeitura da cidade, em que a área se tornaria um polo de inovações tecnocientíficas, culturais e habitacionais. Sediou quatro desportos.
| Local            | Bairro         | Eventos                              | Tipo                                |
| ---------------- | -------------- | ------------------------------------ | ----------------------------------- |
| Tecnópolis       | Villa Martelli | Badminton Futsal Ténis de mesa       | Existente, sem necessidade de obras |
| Parque Sarmiento | Saavedra       | Handebol de praia Tiro Tiro com arco | Existente, sem necessidade de obras |

#### Outros locais
| Local                    | Bairro        | Desportos                            | Tipo                                |
| ------------------------ | ------------- | ------------------------------------ | ----------------------------------- |
| Paseo de la Costa        | Vicente López | Ciclismo (BMX) Patinagem sobre rodas | Existente, sem necessidade de obras |
| Club Náutico San Isidro  | San Isidro    | Vela                                 | Existente, sem necessidade de obras |
| Club Atlético San Isidro | San Isidro    | Rugby sevens                         | Existente, sem necessidade de obras |
| Hurlingham Club          | Hurlingham    | Golfe                                | Existente, sem necessidade de obras |

## Quadro de medalhas
O Comitê Organizador dos Jogos Olímpicos da Juventude de Buenos Aires não mantêm um quadro de medalhas oficial, uma vez que há muitas disputas mistas, com diversos países representando uma mesma equipe. Desta forma, a classificação nesta tabela baseia-se em informação fornecida pelo Comitê Olímpico Internacional e coincide com a convenção do COI nas suas tabelas medalhas publicadas, de acordo com os resultados obtidos em cada um dos eventos.
As medalhas são distribuídas em eventos de atletas ou equipes representando um Comitê Olímpico Nacional ou em eventos com equipes internacionais (de diferentes CONs). As equipes internacionais não são classificadas na tabela de medalhas.
| v d e |

     País sede destacado.
| Ordem                                                 | País                       | Medalha de ouro | Medalha de prata | Medalha de bronze |    |  |
| ----------------------------------------------------- | -------------------------- | --------------- | ---------------- | ----------------- | -- |  |
| 1                                                     | RUS Rússia                 | 29              | 18               | 12                | 59 |  |
| 2                                                     | CHN China                  | 18              | 9                | 9                 | 36 |  |
| 3                                                     | JPN Japão                  | 15              | 12               | 12                | 39 |  |
| –                                                     | MIX Equipes de CONs mistos | 13              | 13               | 13                | 39 |  |
| 4                                                     | HUN Hungria                | 12              | 7                | 5                 | 24 |  |
| 5                                                     | ITA Itália                 | 11              | 10               | 13                | 34 |  |
| 6                                                     | ARG Argentina              | 11              | 6                | 9                 | 26 |  |
| 7                                                     | IRI Irã                    | 7               | 3                | 4                 | 14 |  |
| 8                                                     | USA Estados Unidos         | 6               | 5                | 7                 | 18 |  |
| 9                                                     | FRA França                 | 5               | 15               | 7                 | 27 |  |
| 10                                                    | UKR Ucrânia                | 5               | 7                | 6                 | 18 |  |
|                                                       |                            |                 |                  |                   |    |  |
| 28                                                    | BRA Brasil                 | 2               | 4                | 7                 | 13 |  |
|                                                       |                            |                 |                  |                   |    |  |
| 50                                                    | POR Portugal               | 1               | 2                |                   | 3  |  |
| Os demais países lusófonos não conquistaram medalhas. |                            |                 |                  |                   |    |  |